# Macrothemis polyneura
Macrothemis polyneura är en trollsländeart som beskrevs av Friedrich Ris 1913. Macrothemis polyneura ingår i släktet Macrothemis och familjen segeltrollsländor. Inga underarter finns listade i Catalogue of Life.